# Alessandro Bottero
Alessandro Bottero (Genova, 26 dicembre 1831 – Milano, 3 febbraio 1892) è stato un basso italiano.

## Biografia
Studiò musica, non solo canto ma anche numerosi strumenti, nella città natale e poi a Parigi e Losanna. Per alcuni anni fu direttore d'orchestra in piccoli teatri piemontesi, poi intraprese definitivamente la carriera di cantante.
Dotato di «una voce di bel timbro, potente, intonatissima e di ampia estensione e di grande talento scenico», divenne molto famoso fino a essere considerato il più grande basso buffo della sua epoca. La sua fama oltrepassò i confini italiani ed ebbe modo di cantare in molte città europee (Barcellona, Lisbona, Vienna, Londra) e in Sudamerica.
Un autore a cui il Bottero fu particolarmente legato era Antonio Cagnoni. L'esordio come cantante del Bottero fu nella parte del protagonista del Don Bucefalo (settembre 1857, Teatro di Santa Radegonda di Milano) e in seguito il basso fu creatore dei ruoli da protagonista in altre opere del Cagnoni (Michele Perrin, Teatro di Santa Radegonda, Milano, 7 maggio 1864; Papà Martin, Teatro Politeama Tivoli, Genova, 4 marzo 1871; Il duca di Tapigliano, Teatro Sociale, Lecco, 10 ottobre 1874). Bottero fu in particolare acclamato interprete del Don Bucefalo, che nel 1865 portò anche al Théâtre italien di Parigi, dove però ottenne solo un tiepido successo.
Tra le altre opere nel repertorio di Bottero si possono citare Il barbiere di Siviglia  (Don Basilio), Matilde di Shabran e Cenerentola di Rossini, Ernani (Gomez de Silva) di Verdi, L'elisir d'amore (Dulcamara) e Il campanello (Don Pistacchio) di Donizetti, nonché opere minori come Il diavolo della notte di Bottesini, Un'avventura di Scaramuccia di Luigi Ricci, Le precauzioni di Errico Petrella. Nel corso della lunghissima carriera, Bottero interpretò anche opere del repertorio francese (Mefistofele nel Faust di Gounod, Montevideo, 1873; Ramon in Mireille di Gounod, Genova, 1886; Claudius in Hamlet di Thomas, Roma, 1891).